# El Boletín Rotario de Jatibonico
Durante las décadas de 1940 y 1950, el término municipal de Jatibonico tuvo una pródiga actividad periodística, la cual se expresaba a través de sus órganos de prensa, tales como: "El Veguero Libre", La Prensa y Ecos de Jatibonico, El Boletín Rotario de Jatibonico y la Emisora Radial CMJJ Radio Jatibonico. Estos órganos además de cumplir funciones económicas y comerciales representaron un importante vehículo de promoción y divulgación de la cultura local.

## Inicios
Este Boletín fue fundado en enero de 1946, a tres años de creado el Rotary Club de Jatibonico. Tanto el club como su Boletín, tenían el objetivo de estimular y fomentar el ideal de servicio como base de toda Empresa digna y, en particular estimular y fomentar la amistad, buena fe, voluntad, así como el compañerismo y profesionalismo entre sus miembros.

## Consejo editorial
Contó con la dirección de Félix Granado Gómez, la redacción de Celso Cruz Rolando y la colaboración de Miguel Rodríguez Machado, Joaquín Torres Collazo, Diosdado Companioni y Ricardo M. Kobayashi.
Este Boletín continua ininterrumpidamente su labor hasta julio de 1952, fecha en que se interrumpe hasta agosto de 1956; a partir de esta fecha sale periódicamente hasta después del Triunfo Revolucionario. Este Boletín fue el vehículo mediante el cual se dieron a conocer numerosas conferencias impartidas por personalidades de la localidad y la nación en el Club Rotary. Además sirvió para dar a conocer artículos e ideas culturales, históricas y científicas.
Al valorar esta publicación debemos destacar que en sus páginas está siempre manifiesto el interés por recoger los aspectos históricos del municipio Jatibonico.